# Kóstas Vasiliádis
Kóstas Vasiliádis (en grec moderne : Κώστας Βασιλειάδης), né le 15 mars 1984, à Salonique, en Grèce, est un joueur grec de basket-ball. Il évolue au poste d'ailier.

## Biographie
Vasiliadis est connu pour la précision de son tir à trois points.
Il remporte le championnat d'Espagne avec Málaga en 2006.
En août 2014, il signe un contrat de deux ans avec l'Unicaja Málaga.